# Acritopappus
Acritopappus é um género botânico pertencente à família Asteraceae.

## Espécies
- Acritopappus catolesensis
- Acritopappus connatifolius
- Acritopappus confertus
- Acritopappus diamantinicus
- «Lista completa»